# Мускусная утка
Му́скусная у́тка (индоутка; Cairina moschata) — крупный вид уток, дикие популяции которого распространены в Мексике и Южной Америке. Одомашнена там же человеком и завезена в другие части света.

## Происхождение названия
Название получила от приписываемого старым особям свойства выделять в области мясистых наростов на голове жир якобы с запахом мускуса. Этот запах часто упоминается ранними писателями, но не известен современным.
По другим версиям, название могло быть производным от «муиска» (исп. Muisca) — названия древних индейцев центральной Колумбии либо от «Muscovia» (Московия) — распространённого в прошлом в Европе названия России. В последнем случае предполагают, что мускусных уток в Европу импортировала известная во времена королевы Елизаветы I английская торговая компания — «Московская компания» (англ. Muscovy Company, или Muscovite Company), в результате чего и возникло название этой утки в английском (Muscovy Duck) и других языках. Во Франции одомашненная порода называется берберской уткой (canard de Barbarie).

## Внешний вид
Оперение диких мускусных уток имеет в основном тёмную окраску, за исключением нескольких белых перьев. Домашние особи характеризуются разнообразной окраской и имеют несколько разновидностей — чёрную, белую, чёрную белокрылую, палевую и другие.
На голове, над клювом и в области глаз у птиц обоих полов расположены характерные мясистые наросты («кораллы», или «бородавки») красного цвета.
Дикие взрослые самцы гораздо крупнее самок, имеют длину до 90 см и массу тела 3 кг. Самки мельче — около 65 см длиной и массой 1,3 кг. Домашние самцы весят 4—6 кг, самки — 1,8—3,0 кг.
Характерные изменения в неволе: увеличение размеров тела.

Разновидности окраски одомашненной мускусной утки
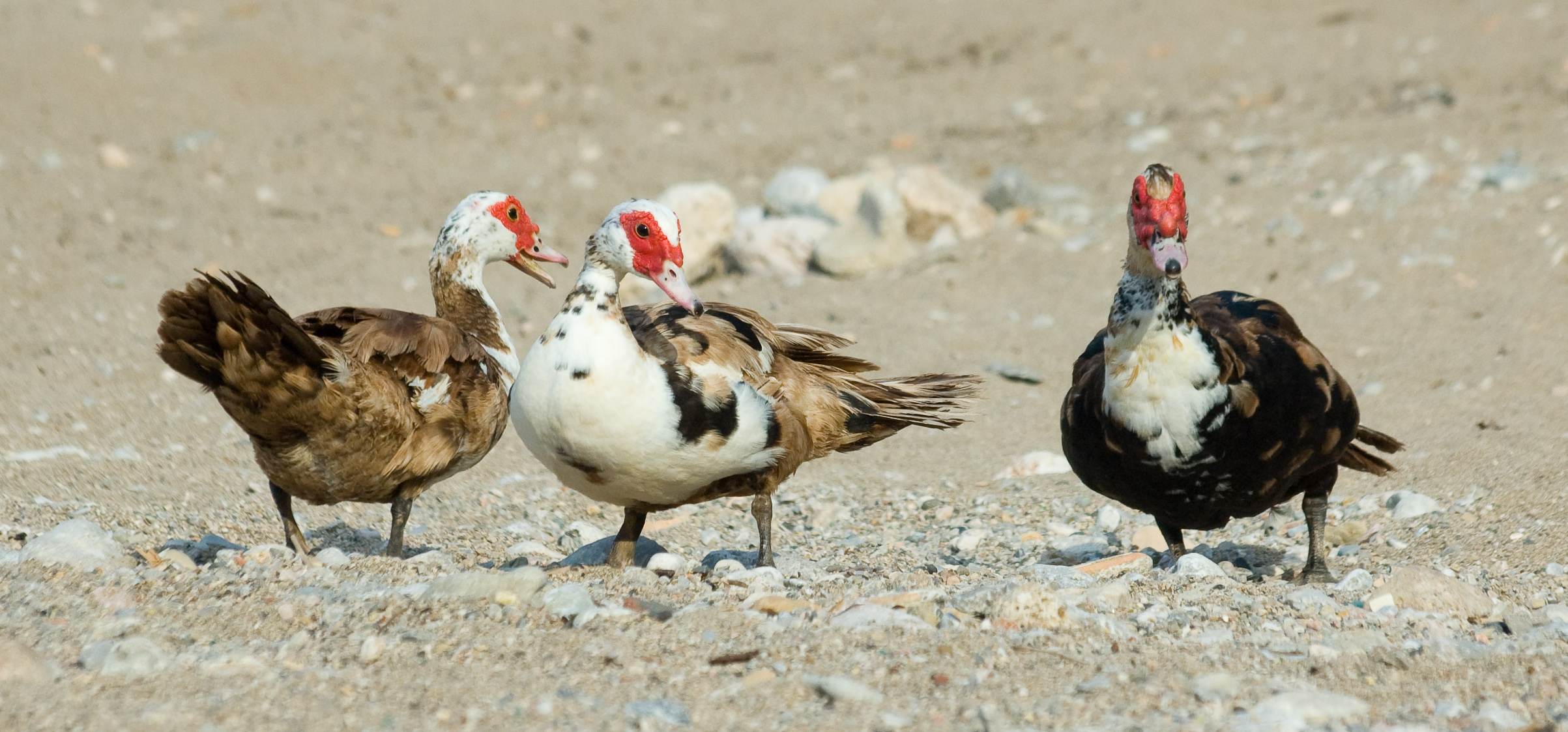
Разнообразие окрасок
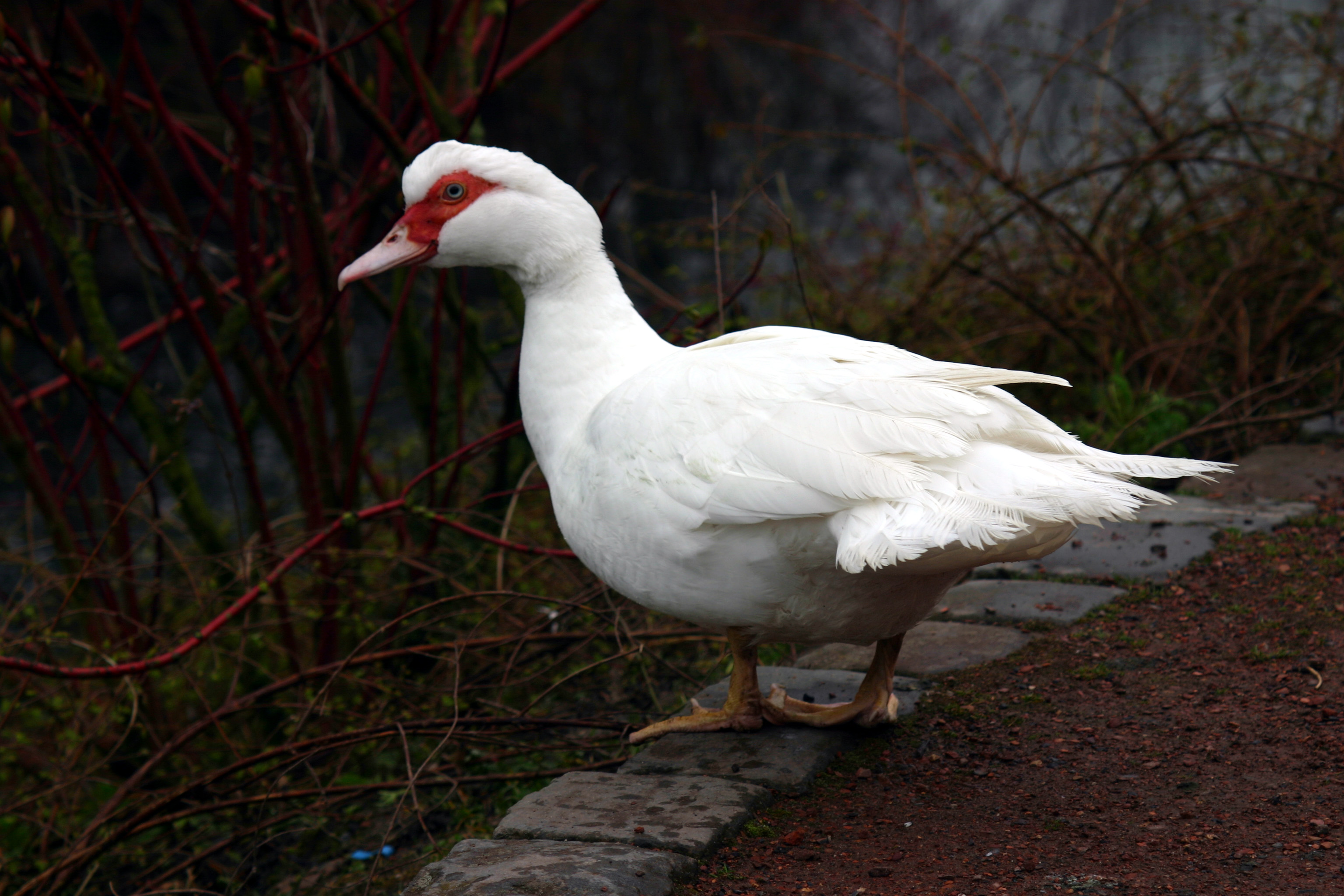
Самка мускусной утки белого окраса

## Питание
Питается растительной и животной пищей (разными насекомыми, травой и т. д.).

## Размножение в природе
У домашней мускусной утки в кладке яиц 8—14 штук, насиживание продолжается 35 дней. У дикой мускусной утки в кладке 8—10 яиц, насиживание продолжается 35 дней.

## Люди и мускусные утки

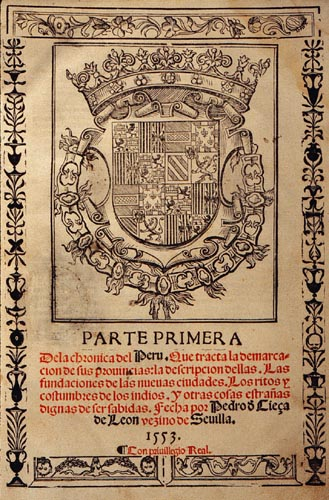
Первая часть книги «Хроника Перу» (1553)

Птица была одомашнена в давние времена древними ацтеками. В 1553 году мускусная утка под названием шута или хута впервые упоминается в литературе — в книге «Хроника Перу» Педро Сьесы де Леона:

В районе Пуэрто-Вьехо [то есть у Экватора]… куропатки выращивались немалыми стаями, и горлинки, голуби, индюки, фазаны, и другое множество птиц, среди которых есть одна, называющаяся Шута [Xuta] — домашняя утка, которая будет размером с большую утку, её индейцы выращивают в своих домах, они домашние и пригодные для еды. Также есть другая, под названием Мака [maca], она чуть меньше петуха, и настолько у неё яркие цвета, что приятно видеть; клюв у этих [птиц] немного больше и толще пальца, и раскрашен он двумя изумительнейшими цветами — жёлтым и алым.— Сьеса де Леон, Педро. Хроника Перу. Часть Первая. Глава XLVI
Позднее эта птица была завезена сначала в Африку, затем в Европу, Азию и Австралию, а также Россию. На территорию бывшего СССР мускусные утки были впервые завезены в 1981 году из ГДР, а затем повторно в 1988 году из Франции.

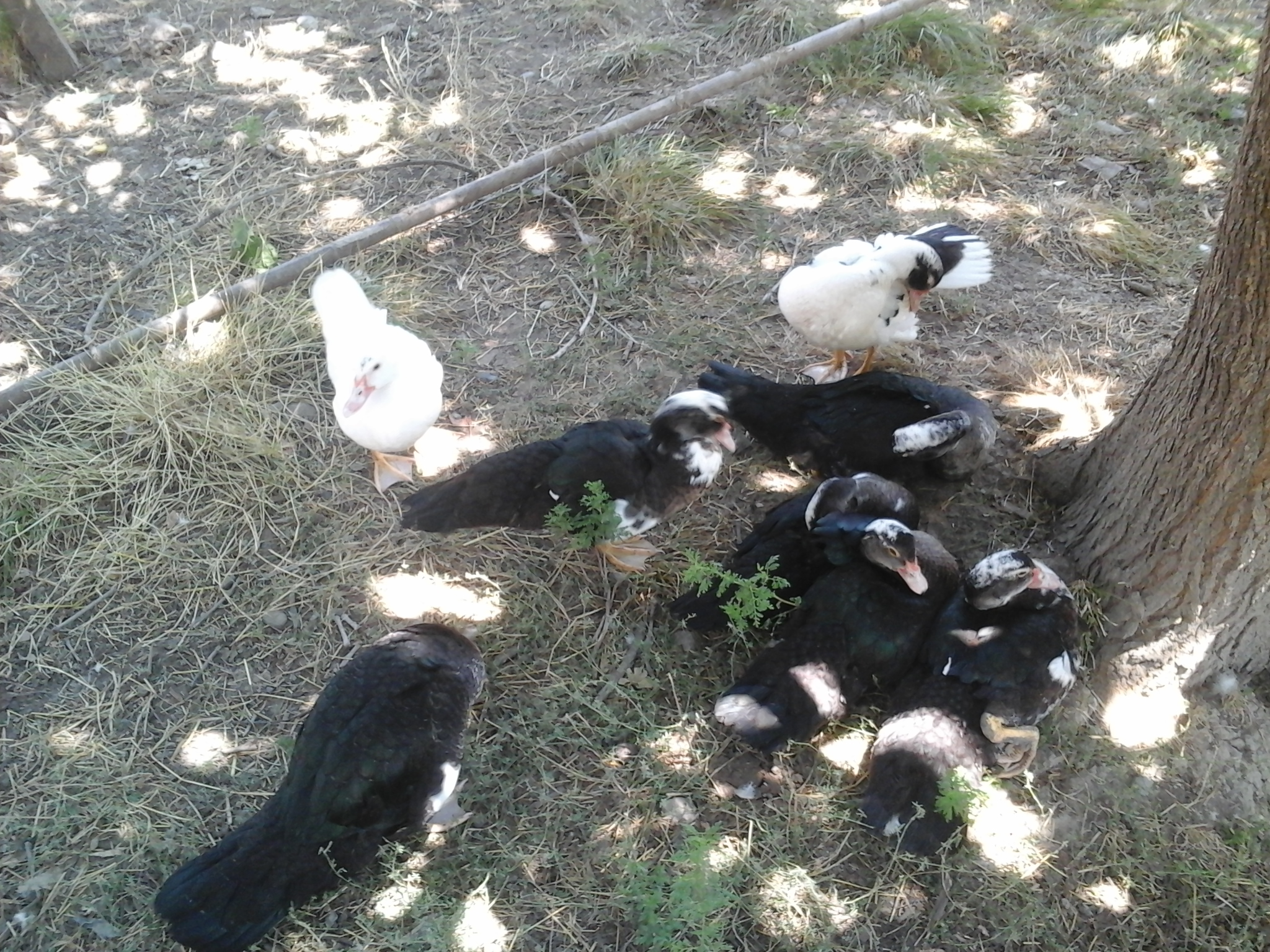
Птенцы мускусных уток на подворье

Разводимая человеком мускусная утка теплолюбива, избегает холодных водоёмов. Растёт значительно медленнее, чем обычные пекинские утки.
Средняя годовая яйценоскость 70—120 яиц. Период насиживания яиц — 5 недель, в отличие от 4 у пекинских уток, крякв и гусей.
Мускусные утки являются хорошими наседками и могут высиживать не только свои, но и куриные, гусиные, индюшачьи и другие яйца.
Молодняк в возрасте 10—11 недель достигает живой массы 2,5—4 кг.
Мускусные утки менее шумные, их мясо нежирное и лучше на вкус, чем у крякв и домашних уток.
От скрещивания самцов мускусной утки с самками пекинской и родственных ей пород получают высококачественных скороспелых гибридов — так называемых мулардов, которые весят до 4 кг.
Мускусных уток и мулардов используют для принудительного откорма на деликатесную жирную печень, или фуа-гра.